# Guang Liang
Michael Wong Guang Liang (Ipoh, 30 de agosto de 1970) nome chinês: 王光良 | nome pinyin: Wáng Guāngliáng) é um cantor, compositor, pianista e ator malaio. Liang começou sua carreira com o selo da Rock Records numa dupla com Victor Wong. Eles alcançaram notável sucesso em Taiwan, mas num acordo mútuo, ambos se separaram em 2000. Liang lançou quatro álbuns solo, o terceiro foi o seu trabalho mais importante, FairyTale. Ele também alcançou sucesso como ator em novelas e filmes chineses.

## O começo
Numa família de 6 filhos, o primeiro passo da jornada de Guang Liang no mundo da música começou quando seus pais lhe deram um piano para ele e sua irmã mais velha. Liang tinha 10 anos na época. Ele próprio ensinou sua irmã de 6 anos a tocar e praticou sozinho durante 7 anos.
Como um devoto católico, ele também cantava no coral da igreja.
Liang frequentemente participava de performances musicais no colégio e começou escrever canções no colégio secundário. Após se formar no colégio Sam Tet em Ipoh, ele foi para Kuala Lumpur (capital da Malásia) cursar engenharia da computação. Foi lá que ele conheceu mais sobre música e sua paixão por esta começou a crescer.

## Wu Yin Liang Pin
Inscrito numa competição anual de cantores, ele sonhava vencer e seguir carreira solo um dia. Após vencer a categoria "karaoke", foi apoiado por seu antigo colega Victor Wong e juntos decidiram formar uma dupla. Gravaram um álbum demo pela Rock Records que logo se esgotou. Tornaram-se Michael & Victor. Wu Yin Liang Pin foi o nome do álbum, que os deixaram conhecidos em Taiwan e na China.

## A separação
A dupla fez tanto sucesso que já eram os primeiros malaios a se destacarem no cenário musical de Taiwan. O álbum se tornou disco de prata em ambas as nações. Depois de um início invejado e uma carreira promissora, em 2000 Michael e Victor decidiram separar cordialmente os lucros e cada um seguir sua carreira solo.

## A carreira solo
Embora a companhia quisesse que ele se separasse de Victor, Guang não aceitou de imediato pois não acreditava que tivesse capacidade para trabalhar sozinho.
Após a decisão, Guang trabalhou duro parar compor as canções de seu primeiro trabalho solo, Michael's First Album (第一次個人創作專輯; Dì Yī Cì Gè Rén Chuàng Zuò Zhuān Jí). A performance superou as expectativas.
Em 2002 lançou seu segundo álbum, Ray of Light (光芒; Guāng Máng). Este se tornou o álbum número 1 de vendas em Taiwan.

## FairyTale
Depois dos dois primeiros trabalhos, os fãs aguardaram por dois anos até que foi anunciado a produção do próximo, FairyTale (Tong hua).
O primeiro single, tong hua, foi escrito pelo próprio Guang, que além dele, escreveu mais 30 músicas. FairyTale prometia mostrar o amadurecimento e crescimento de Guang Liang, tanto que foi produzido pelo japonês Taichi Nakamura. Os dois anos de espera valeram a pena, pois em 2005, Guang lançou seu melhor álbum, que foi aclamado pela critica, se tornou imediatamente número 1 de vendas e downloads na internet e em 15 semanas, toda a Ásia assistia ao "FairyTale Tornado", nome dado ao fenômeno que se tornou o cd, e principalmente o single tong hua.
Muitos dizem claramente que este álbum foi o maior sucesso de língua chinesa do Século XXI. O sucesso foi tanto que em 2007 o álbum ainda se encontrava nas paradas asiáticas.

## Novos contratos
Após o lançamento de FairyTale, Wong tomou uma das decisões mais importantes de sua carreira. Ele iria abandonar a Rock Records. Em julho de 2005, depois de 10 anos ao longo da companhia, ele assinou contrato com a Seed Music. Relações instáveis com a Rock Records encorajaram Liang a tomar esta decisão. Ao anunciar a separação, ele agradeceu e disse que a Rock Records tem participação especial no seu sucesso.

## Carreira de ator
Seu talento no mundo da música lhe deu a oportunidade de entrar para o trabalho televisivo. Atuando ao lado do cantor de Taiwan Richie Ren, Liang fez sua iniciação no filme Summer Holiday em 2000. Depois foi convidado para participar de novelas também de Taiwan, e depois participou da comédia "BUT". Entre novelas e filmes, Liang também estreou um musical, "Mr. Wing" em agosto de 2005.

## Reconhecimento
Em 6 de junho de 2006, Guang Liang entrou para o "Livro dos Recordes da Malásia" como o malaio chinês compositor com maior númer de prêmios e também pelo maior desempenho de um álbum chinês (FairyTale). Wong recebeu 44 premiações, entre elas, 23 eram para o hit Tong hua.
Por isso e pelo reconhecimento que já se torna global, recentemente ele foi indicado para se tornar embaixador da Malásia.

## Objetivo cumprido
Por circunstâncias do passado, Guang nunca tinha feito um show, mas prometeu aos fãs que o faria, um dia. Finalmente, ao atingir fãs em Hong Kong, teve uma oportunidade de ouro para fazer um concerto. Em 2006 ele finalmente cumpriu o que prometeu aos fãs.
Teve 2 turnês, e nos shows sempre pedia que os fãs deixassem a música guiar o coração.

## Outros trabalhos
Em 2006 foi lançado Commitment (約定; Yuē Dìng) e em novembro de 2007 Never apart (不會分離; Bú Huì Fēn Lí). Como nos CDs anteriores, se tornaram sucesso em todos os países por onde passava, porém nenhum conseguiu superar FairyTale.
A pedidos, em maio de 2007 foi lançada uma compilação com os maiores sucessos dos 12 anos de Guang Liang chamada Michael 1996-2006 the greatest hits.

## Discografia
- Michael's First Album (第一次個人創作專輯; Dì Yī Cì Gè Rén Chuàng Zuò Zhuān Jí) - May 10, 2001
- Ray of Light (光芒; Guāng Máng) - 8 de novembro, 2002
- Fairy Tale (童話; Tóng Huà) - 1 de janeiro, 2005
- Commitment (約定; Yuē Dìng) - 3 de março, 2006
- Never apart (不會分離; Bú Huì Fēn Lí) - 9 de novembro, 2007[4]
- First Digital Single – 31 de julho 2009
- So Naive (太天真; Tai Tian Zhen) – 9 setembro 2010
- Crazy Memories (回忆里的疯狂; Huí Yì Lǐ De Fēng Kuáng) – 8 de julho 2013
- These Unfinished EP (那些未完成的; Na Xie Wei Wan Cheng De). - 2 Maio 2015

## Filmografia

### Filmes
- The Threesome : The Movie (三人行音樂電影; Sān Rén Xíng Yin Yuè Diàn Ying) - 1998
- Summer Holiday (夏日麼麼茶; Xià Rì Me Me Chá)- 2000
- BTS (愛情靈藥; Ài Qíng Líng Yào) - 2001
- Like A Hero (英勇戰士俏姑娘; Yīng Yǒng Shì Zhan Shì Qiào Gū Niáng) - 2005
- Purple Mirage - 2006
- Where's the Dragon? - 2015

### Novelas
- White Romance (白色戀曲; Báisè Liàn Qu) - 2001
- A Change of Fate (時來運轉; Shí Lái Yùn Zhuan) - 2001
- Good Luck,Angel (王牌天使; Wáng Pái Tiān Shi) - 2003
- Love Storm (狂愛龍捲風; Kuáng Ài Lóng Juǎn Fēng) - 2003
- Wintry Night 2 (寒夜續曲; Hán Yè Xù Qu) - 2003
- Love.18 – 2008

### Musical
- Mr. Wing ~ a romantic rhapsody (幸運兒; Xìng Yùn Ér) - 2005